# Mag ik u kussen? (Vlaanderen)
Mag ik u kussen? is een televisieprogramma op de Belgische zender Canvas, gepresenteerd door Bart Peeters. Het ging van start op 9 maart 2009. Het doel van 3 mannelijke kandidaten is om één vrouw met romantiek, poëzie, intelligentie en improvisatie te verleiden. Op het einde van de verleidingsshow mag diegene die de vrouw het meest weet te charmeren de vrouw kussen, en zichzelf de winnaar van de avond noemen.
In de twaalfde aflevering werden de rollen een keer omgedraaid, drie vrouwen moesten een man verleiden. Het televisieprogramma werd op Canvas stopgezet na drie seizoenen. Een Laatste Groet kan als opvolger van het programma worden gezien. Het televisieprogramma kwam met nieuwe seizoenen op de buis in 2015. 
Het format van Mag ik u kussen? werd verkocht door het productiehuis deMENSEN aan het Nederlandse productiehuis Skyhigh TV. Het werd daar onder dezelfde naam uitgezonden.
Het format is in april 2017 vastgesteld op RTL-TVI in het Frans onder de noemer Puis-je vous embrasser?.

## Spelregels
Gedurende verschillende rondes krijgen de drie kandidaten de tijd om het hart van de vrouw van de avond te veroveren. Na elke ronde, behalve na De nieuwe cd van..., deelt de vrouw 1, 2 of 3 punten uit. Wie na de ronde Het vragenvuur het minste punten heeft is de "loser", de verliezer. Deze puntentelling is tijdens het programma wel geheim en pas na Het vragenvuur wordt onthuld wie de verliezer is. De verliezer krijgt dan nog een laatste kans. In de finale wordt dan beslist, wie wint.

## Rondes
De verschillende rondes zijn:
- De openingszin: In deze eerste ronde moeten de drie kandidaten een mooie originele openingszin verzinnen voor de vrouw.
- Op de hoogte: In deze ronde legt de te verleiden vrouw een thema voor aan elk van de drie kandidaten. De kandidaat moet dan proberen om evenveel interesse te tonen in het onderwerp als de vrouw.
- De nieuwe cd van…: Deze ronde wordt niet voor punten gespeeld. De vrouw krijgt een hoofdtelefoon op met de nieuwe cd van een bekende zanger, zangeres of band. Terwijl zij niets meer kan horen, kunnen de kandidaten vrij hun hart luchten bij Bart Peeters. Dit kan zowel positief zijn als (wat meestal het geval was) negatief.
- Ronde 4: Deze ronde is niet altijd hetzelfde. Afhankelijk van de te verleiden vrouw veranderde de opdracht van deze ronde. Enkele gespeelde rondes zijn Kleine kantjes en Wereldkampioen Bescheidenheid.
- Het vragenvuur: In deze ronde stelt de vrouw elke kandidaat een vraag waar hij een kort antwoord moet opgeven. Het is de bedoeling dat de kandidaat snel, adequaat en juist antwoordt.
- De loser spreekt: Na de puntentelling mag degene die laatst staat en dus de verliezer is, nog een keer proberen het hart van de vrouw in te palmen. Hij is nu helemaal alleen aan het woord en mag normaal gezien niet onderbroken worden.
- De finale: In de finale zit de vrouw met en tussen de twee kandidaten op de zetel. Bart Peeters vertelt eerst wat het thema van de finale is. Dit is meestal iets in de persoonlijke leefwereld van de te verleiden vrouw. Beide kandidaten geven dan een kernwoord van hun verhaal. De vrouw kiest wie van de twee als eerste mag spreken. Om de beurt krijgen de kandidaten dan 15 seconden de tijd om hun beste beentje voor te zetten. Wanneer beide finalisten drie maal 15 seconden hebben gesproken, stelt de laatste spreker de titelvraag: Mag ik u kussen?. Dan heeft de vrouw de keuze tussen twee antwoorden. Ofwel zegt ze Ik dacht dat je het nooit ging vragen, ofwel antwoordt ze Ik denk dat we beter vrienden blijven. In dit laatste geval kust ze de ander, want (zoals Bart Peeters herhaaldelijk zei) gekust zal er worden.

## Deelnemers

### Seizoen 1
| Aflevering | Uitzenddatum  | Te verleiden persoon | Winnaar              | Mede-finalist                        | verliezer            |
| ---------- | ------------- | -------------------- | -------------------- | ------------------------------------ | -------------------- |
| 1          | 9 maart 2009  | Maaike Cafmeyer      | Dimitri Leue         | Pieter Embrechts                     | Jelle De Beule       |
| 2          | 16 maart 2009 | Kathleen Van Brempt  | Stany Crets          | Frank Focketyn                       | Adriaan Van den Hoof |
| 3          | 23 maart 2009 | Roos Van Acker       | Philippe Geubels     | Pieter Embrechts Peter Van den Begin | Philippe Geubels     |
| 4          | 30 maart 2009 | Evy Gruyaert         | Tom Waes             | Adriaan Van den Hoof                 | Bart Cannaerts       |
| 5          | 6 april 2009  | Phara de Aguirre     | Wim Helsen           | Dimitri Leue                         | Warre Borgmans       |
| 6          | 13 april 2009 | Siska Schoeters      | Jelle De Beule       | Philippe Geubels                     | Bart Cannaerts       |
| 7          | 20 april 2009 | Evi Hanssen          | Adriaan Van den Hoof | Tom Waes                             | Lieven Scheire       |
| 8          | 27 april 2009 | Natalia              | Peter Van den Begin  | Stany Crets                          | Pieter Embrechts     |
| 9          | 4 mei 2009    | Yasmine              | Lieven Scheire       | Dimitri Leue                         | Adriaan Van den Hoof |
| 10         | 11 mei 2009   | Karlijn Sileghem     | Dimitri Leue         | Stany Crets                          | Jelle De Beule       |
| 11         | 18 mei 2009   | Goedele Liekens      | Peter Van den Begin  | Urbanus                              | Tom Waes             |
| 12         | 25 mei 2009   | Tom Lenaerts         | Sien Eggers          | Roos Van Acker                       | Lieve Blancquaert    |
| 13         | 1 juni 2009   | Compilatieaflevering |                      |                                      |                      |

### Seizoen 2
| Aflevering | Uitzenddatum  | Te verleiden persoon | Winnaar              | Mede-finalist         | verliezer            |
| ---------- | ------------- | -------------------- | -------------------- | --------------------- | -------------------- |
| 1          | 8 maart 2010  | Frieda Van Wijck     | Adriaan Van den Hoof | Steven Van Herreweghe | Tim Foncke           |
| 2          | 15 maart 2010 | Erika Van Tielen     | Pieter Embrechts     | Jelle De Beule        | Joost Vandecasteele  |
| 3          | 22 maart 2010 | Dina Tersago         | Philippe Geubels     | Piv Huvluv            | Peter Van den Begin  |
| 4          | 29 maart 2010 | Miet Smet            | Frank Focketyn       | Tom Lenaerts          | Stany Crets          |
| 5          | 5 april 2010  | Tine Embrechts       | Jelle De Beule       | Lieven Scheire        | Joost Vandecasteele  |
| 6          | 12 april 2010 | Francesca Vanthielen | Dimitri Leue         | Jan Van Looveren      | Vitalski             |
| 7          | 19 april 2010 | Showbizz Bart        | Bart Cannaerts       | Dimitri Leue          | Adriaan Van den Hoof |
| 8          | 26 april 2010 | Annemie Struyf       | Adriaan Van Den Hoof | Joost Vandecasteele   | Thomas Smith         |
| 9          | 3 mei 2010    | Sofie Lemaire        | Wim Helsen           | Bart Cannaerts        | Rob Vanoudenhoven    |
| 10         | 10 mei 2010   | Élodie Ouédraogo     | Tom Waes             | Lieven Scheire        | Jelle De Beule       |
| 11         | 17 mei 2010   | Els Dottermans       | Raf Walschaerts      | Lieven Scheire        | Bart Cannaerts       |
| 12         | 24 mei 2010   | Cathérine Moerkerke  | Dimitri Leue         | Jean Blaute           | Adriaan Van Den Hoof |
| 13         | 31 mei 2010   | Philippe Geubels     | Nathalie Meskens     | Rani De Coninck       | Maaike Cafmeyer      |

### Seizoen 3
| Aflevering | Uitzenddatum     | Te verleiden persoon | Winnaar               | Mede-finalist     | verliezer            |
| ---------- | ---------------- | -------------------- | --------------------- | ----------------- | -------------------- |
| 1          | 3 januari 2011   | Svetlana Bolshakova  | Dimitri Leue          | Rob Vanoudenhoven | Adriaan Van den Hoof |
| 2          | 10 januari 2011  | Birgit Van Mol       | Steven Van Herreweghe | Bart Cannaerts    | Xander De Rycke      |
| 3          | 17 januari 2011  | Nathalie Meskens     | Joost Vandecasteele   | Tom Waes          | Stijn Van de Voorde  |
| 4          | 24 januari 2011  | An Lemmens           | Bart Cannaerts        | Bart De Pauw      | Jonas Van Thielen    |
| 5          | 31 januari 2011  | Annemie Turtelboom   | Bert Gabriëls         | Rob Vanoudenhoven | Sven De Leijer       |
| 6          | 7 februari 2011  | Phaedra Hoste        | Dimitri Leue          | Xander De Rycke   | Kobe Ilsen           |
| 7          | 14 februari 2011 | Kathleen Cools       | Tom Lenaerts          | Pieter Embrechts  | Jean Blaute          |
| 8          | 21 februari 2011 | Véronique De Kock    | Adriaan Van den Hoof  | Kobe Ilsen        | Joost Vandecasteele  |
| 9          | 28 februari 2011 | Clara Cleymans       | Jonas Van Thielen     | Bart Cannaerts    | Tomas De Soete       |
| 10         | 7 maart 2011     | Sien Eggers          | Bart Cannaerts        | Bart Peeters      | Erik Van Looy        |
| 11         | 14 maart 2011    | Ilse-Mien Lievens    | Bart Cannaerts        | Pieter Embrechts  | Adriaan Van den Hoof |
| 12         | 21 maart 2011    | Kim Geybels          | Joost Vandecasteele   | Herbert Flack     | Adriaan Van den Hoof |
| 13         | 28 maart 2011    | Jan Leyers           | Sofie Van Moll        | Natalia           | Pascale Platel       |
| 14         | 4 april 2011     | Compilatieaflevering |                       |                   |                      |

### Seizoen 4
| Aflevering | Uitzenddatum     | Te verleiden persoon | Winnaar          | Mede-finalist         | Verliezer            | Kijkcijfers |
| ---------- | ---------------- | -------------------- | ---------------- | --------------------- | -------------------- | ----------- |
| 1          | 4 februari 2016  | Goedele Wachters     | Jeroom           | Adriaan Van den Hoof  | Steven Goegebeur     | 820.713     |
| 2          | 11 februari 2016 | Eline De Munck       | Jandino Asporaat | Philippe Geubels      | Adriaan Van den Hoof | 683.998     |
| 3          | 18 februari 2016 | Danira Boukhriss     | Bart Cannaerts   | Tom Waes              | Vincent Valckx       | 702.141     |
| 4          | 25 februari 2016 | Tom Waes             | Evi Hanssen      | Nathalie Meskens      | Liesa Naert          | 588.235     |
| 5          | 3 maart 2016     | Evelien Bosmans      | Lieven Scheire   | Bill Barberis         | Jelle De Beule       | 566.665     |
| 6          | 10 maart 2016    | Zuhal Demir          | Sven De Leijer   | Guga Baúl             | Tom Lenaerts         | 539.047     |
| 7          | 17 maart 2016    | Dana Winner          | Bart Cannaerts   | Steven Van Herreweghe | Erik Van Looy        |             |
| 8          | 14 april 2016    | Maggie De Block      | Bart De Pauw     | Bill Barberis         | Kamal Kharmach       |             |
| 9          | 31 maart 2016    | Jani Kazaltzis       | Tom Waes         | Vincent Valckx        | Luc Haekens          |             |
| 10         | 7 april 2016     | Olga Leyers          | Vincent Valckx   | Adriaan Van den Hoof  | Stijn Van de Voorde  |             |

### Eindejaarsspecial 2016
| Aflevering | Uitzenddatum     | Te verleiden persoon | Winnaar        | Mede-finalist | Verliezer | Kijkcijfers |
| ---------- | ---------------- | -------------------- | -------------- | ------------- | --------- | ----------- |
| 1          | 31 december 2016 | Josje Huisman        | Bart Cannaerts | Bill Barberis | Tom Waes  | 293.700     |

### Seizoen 5
| Aflevering | Uitzenddatum     | Te verleiden persoon             | Winnaar             | Mede-finalist        | Verliezer             | Kijkcijfers |
| ---------- | ---------------- | -------------------------------- | ------------------- | -------------------- | --------------------- | ----------- |
| 1          | 9 februari 2017  | Katrin Kerkhofs                  | Vincent Valckx      | Herman Brusselmans   | Steven Van Herreweghe | 484.022     |
| 2          | 16 februari 2017 | Hilde Crevits                    | Dimitri Leue        | Sven De Leijer       | Jelle De Beule        | 414.721     |
| 3          | 23 februari 2017 | Cath Luyten                      | Bart Cannaerts      | Rik Verheye          | Vincent Valckx        | 326.735     |
| 4          | 2 maart 2017     | Stan Van Samang                  | Joke Emmers         | Leen Dendievel       | Olga Leyers           | 522.268     |
| 5          | 9 maart 2017     | Tatyana Beloy                    | Philippe Geubels    | Lieven Scheire       | Kamal Kharmach        | 455.331     |
| 6          | 16 maart 2017    | Leen Dendievel                   | Stijn Van de Voorde | Steven Goegebeur     | Vincent Valckx        | 495.425     |
| 7          | 23 maart 2017    | Mieke Morel                      | Erik Van Looy       | Tom Waes             | Jeroom                | 580.966     |
| 8          | 30 maart 2017    | Wim De Vilder                    | Lieven Scheire      | Adriaan Van den Hoof | Rik Verheye           | 469.816     |
| 9          | 6 april 2017     | Natalia                          | Rik Verheye         | Tom Waes             | Pedro Elias           | 562.456     |
| 10         | 13 april 2017    | Katrien (Onbekende deelneemster) | Sven De Leijer      | Tom Waes             | Steven Van Herreweghe | 465.754     |

## Trivia
- De laatste aflevering werden de rollen omgedraaid en moesten drie vrouwen een man verleiden. In het eerste seizoen was Tom Lenaerts de te verleiden persoon, in het tweede seizoen was dit Philippe Geubels en in het derde seizoen was dit Jan Leyers. In het vierde seizoen kwamen Tom Waes en Showbizz Bart aan de beurt.
- Philippe Geubels speelde eigenlijk de finale niet toen hij de kus van Roos Van Acker kreeg. Terwijl Peter Van den Begin en Pieter Embrechts de finale speelden en het besluit van Roos Van Acker uitbleef, kwam hij naar voor en vroeg met een kwinkslag naar de twee anderen aan Van Acker: Mag ik u kussen?. Waarop ze zonder twijfelen en ietwat opgelucht antwoordde: Ik dacht dat je het nooit ging vragen.
- Natalia kuste in haar aflevering alle kandidaten. Toen de verliezer gesproken had, wist ze het nog steeds niet en vroeg aan moderator Peeters of ze nog een bijkomende vraag mocht stellen. Peeters stemde toe en Natalia vroeg hoe graag ze haar wilden kussen. Zowel Stany Crets als Pieter Embrechts kwamen naar voor en kusten haar. Van Den Begin wachtte en zei dat hij wel wachtte tot in de finale. Enkele minuten later won hij die en kreeg toen de derde kus van de avond.
- Presentator Bart Peeters was zo erg onder de indruk van Sien Eggers dat Adriaan Van den Hoof voorstelde om met hem van plaats te wisselen.
- Jan Leyers nam zijn drie vrouwen mee naar de finale en kuste hen ook allemaal.
- De aflevering met Kim Geybels in de hoofdrol was de best bekeken aflevering van alle seizoenen op Canvas.